# Timo Harakka
Timo Olavi Harakka, né le 31 décembre 1962 à Helsinki, est un homme politique finlandais,.

## Carrière politique
Depuis avril 2015, il est député du Parlement finlandais représentant le Parti social-démocrate pour la circonscription d'Uusimaa.
Timo Harakka est ministre de l'Emploi du gouvernement Rinne du 6 juin au 10 décembre 2019, puis ministre des Transports et des Communications du gouvernement Marin entre le 10 décembre 2019 et le 20 juin 2023.

## Écrits
- (fi) Timo Harakka, Markiisi de Salaman vuodet, Helsinki, Odessa, 1986 (ISBN 951-9178-15-5)
- (fi) Timo Harakka, Spagettivatikaani ja muita euronovelleja, Helsinki, Otava, 1995 (ISBN 951-1-13659-3)
- (fi) Timo Harakka, Eurooppa-almanakka, Helsinki, Eurooppalainen Suomi ja Edita, 1996 (ISBN 951-37-2047-0)
- (fi) Timo Harakka, Viemärirotta... mutta miksei Erkko ole vieläkään adoptoinut minua?, Helsinki, Otava, 1998 (ISBN 951-1-15305-6)
- (fi) Timo Harakka, Luoton loppu (Pamflet), Helsinki, WSOY, coll. « Barrikadi-sarja no 11 », 2009 (ISBN 978-951-0-35878-8)
- (fi) Timo Harakka, Suuri kiristys: tie ulos eurokriisistä, Helsinki, Schildts & Söderströms, 2014 (ISBN 9789515233608)